# Melbourne Knights Football Club
Pour les articles homonymes, voir Knight.
Maillots
Dernière mise à jour : 28 février 2025.
Le Melbourne Knights est un club australien de football basé à Melbourne.
Le club participe actuellement aux National Premier Leagues Victoria, le deuxième niveau du système de ligue de football australien sous la A-League. C'est l'un des clubs de football les plus titrés d'Australie, ayant remporté deux fois le championnat et quatre fois le titre de la défunte National Soccer League (NSL).
Le club est basé dans la banlieue ouest de Melbourne et tire une grande partie de son soutien de la communauté australienne croate. L'identification du club avec ses racines croates reste forte. Il participe régulièrement au tournoi de football australo-croate.
Les Melbourne Knights jouent leurs matchs au Knights Stadium, un stade d'une capacité de 15 000 places (avec environ 4 000 places assises) que le club possède et exploite depuis 1989. 

## Historique
- 1953 : création du club sous le nom de Melbourne Croatia
- 1984 : 1re saison en 1re division
- 1993 : le club est renommé Melbourne Knights

## Palmarès
- Championnat d'Australie (2)
  - Champion : 1995, 1996
  - Vice-champion : 1991, 1992, 1994

- Coupe d'Australie de football (1)
  - Vainqueur : 1995
  - Finaliste : 1984

- Le club est classé 6e meilleur club de football océanien du XXe siècle par l'IFFHS

## Joueurs emblématiques
- Duncan MacKay
- Josip Šimunić
- Danny Tiatto
- Mark Viduka

## Identité visuelle

Ancien logo.
Logo actuel.